# Osvald-Gruppe
Die Osvald-Gruppe (norwegisch Osvaldgruppen oder Osvald-gruppen, englisch Osvald Group) war die aktivste Sabotagegruppe gegen die deutsche Besatzung Norwegens in den Jahren 1941 bis zum Sommer 1944. Mindestens 110 Sabotageaktionen wurden von der kommunistischen Gruppe durchgeführt.
Ursprünglich war die Organisation Teil der Wollweber-Gruppe, einer Unterorganisation der Sowjetischen Geheimpolizei, des NKVD. Sie wurde zerschlagen, als ihr Anführer Ernst Wollweber 1940 verhaftet wurde. Martin Hjelmen war der erste Führer der Osvald-Gruppe. Ab 1938 übernahm die Leitung Asbjørn Sunde. Eine öffentliche Anerkennung und Ehrung in Norwegen blieb der Gruppe wegen ihrer kommunistischen Grundhaltung lange verwehrt. Erst 2013 wurden acht der noch 17 lebenden Mitglieder für ihre Verdienste geehrt. 2014 wurde ein Denkmal für die Gruppe in Oslo eingeweiht.